# Badminton al XVI Festival olimpico estivo della gioventù europea
Le competizioni di badminton al XVI Festival olimpico estivo della gioventù europea si sono svolte dal 25 al 30 luglio 2022 a Banská Bystrica, in Slovacchia

## Podi

### Ragazzi
| Evento                          | Oro              | Argento       | Bronzo                         |
| Individuale maschile (dettagli) | Salomon Thomasen | Romeo Makboul | Mateusz Gołaś Pascal Lin Cheng |

### Ragazze
| Evento                           | Oro           | Argento     | Bronzo                            |
| Individuale femminile (dettagli) | Nella Nyqvist | Ravza Bodur | Maria Tommerup Viltė Paulauskaitė |

### Misto
| Evento                  | Oro     | Argento | Bronzo             |
| Doppio misto (dettagli) | Turchia | Polonia | Danimarca Germania |